# Final de la FA Cup de 1872

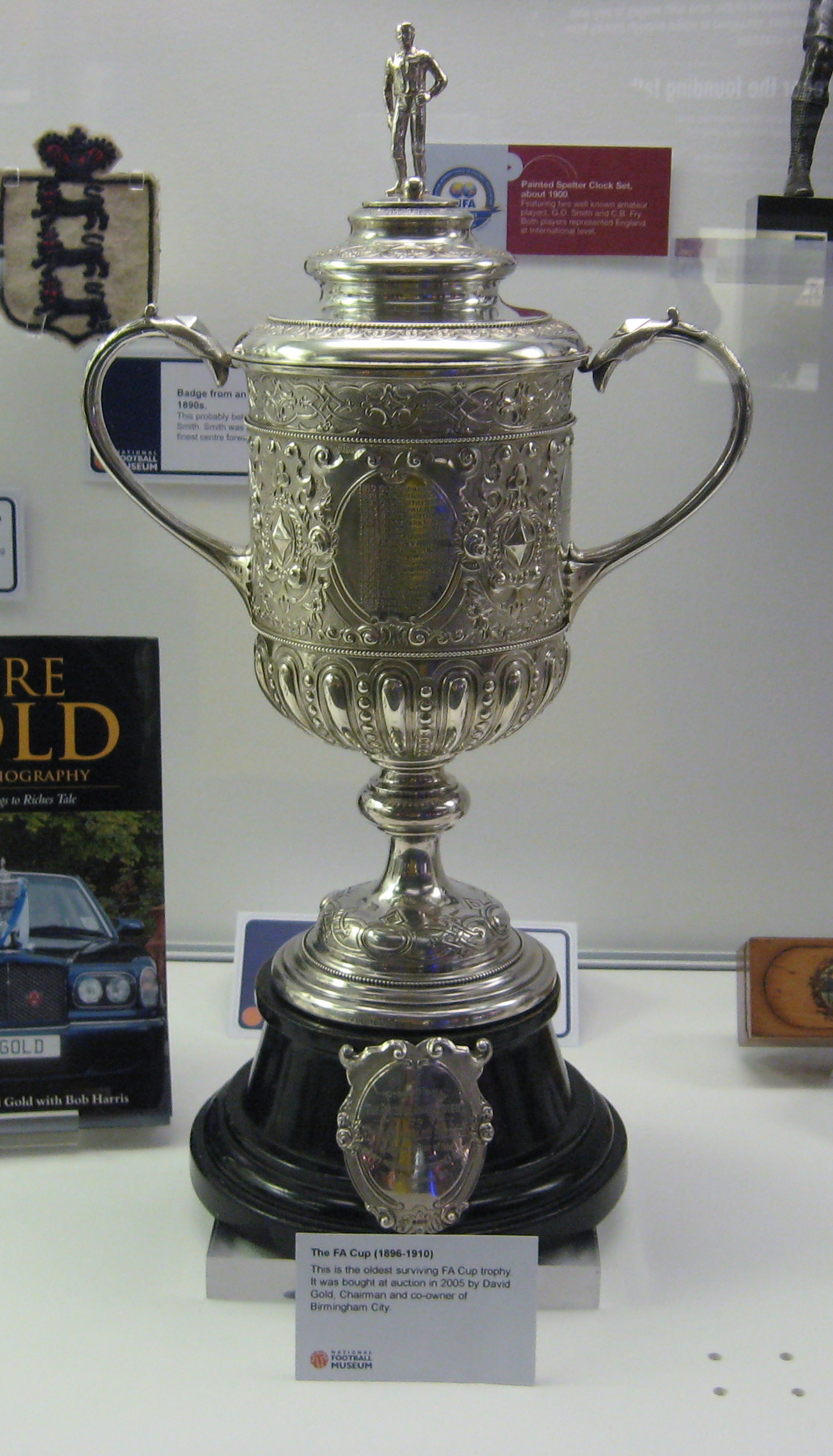
El segundo trofeo de la FA Cup, mostrado aquí, tiene un diseño idéntico al ganado por Wanderers en 1872. El trofeo original fue robado en 1895 y nunca pudo ser recuperado.

La final de la FA Cup de 1872 fue un partido de fútbol entre Wanderers y Royal Engineers disputado el 16 de marzo de 1872 en el Kennington Oval en Londres, Inglaterra. Fue la final de la primera edición de la Football Association Challenge Cup, después conocida como la FA Cup, que se convertiría en el torneo más importante de copa en el fútbol inglés y en el campeonato de fútbol más antiguo en existencia del mundo.
Quince equipos participaron del torneo en su primera temporada y, debido a las reglas de ese entonces, Wanderers llegó a la final habiendo ganado solo un partido en las cuatro rondas anteriores. En las semifinales Wanderers empató con el equipo escocés de Queen's Park, pero alcanzó la final cuando el conjunto escocés se retiró de la competición ya que el club no contaba con los fondos necesarios para volver a Londres a jugar un partido de desempate.
La final fue decidida por un solo gol, marcado luego de 15 minutos por Morton Betts de Wanderers, quien se encontraba jugando bajo el seudónimo de «A. H. Chequer». A pesar de no poder conseguir marcar goles, el equipo de Royal Engineers fue elogiado por su innovador uso de los pases, referido en ese entonces como «juego combinativo», en una época en donde la mayor cantidad de los equipos basaban sus tácticas casi únicamente en el regate individual. Wanderers, el equipo ganador, no recibió el trofeo hasta un mes después, cuando se les entregó la copa en una recepción especial en el restaurante Pall Mall.

## Camino a la final

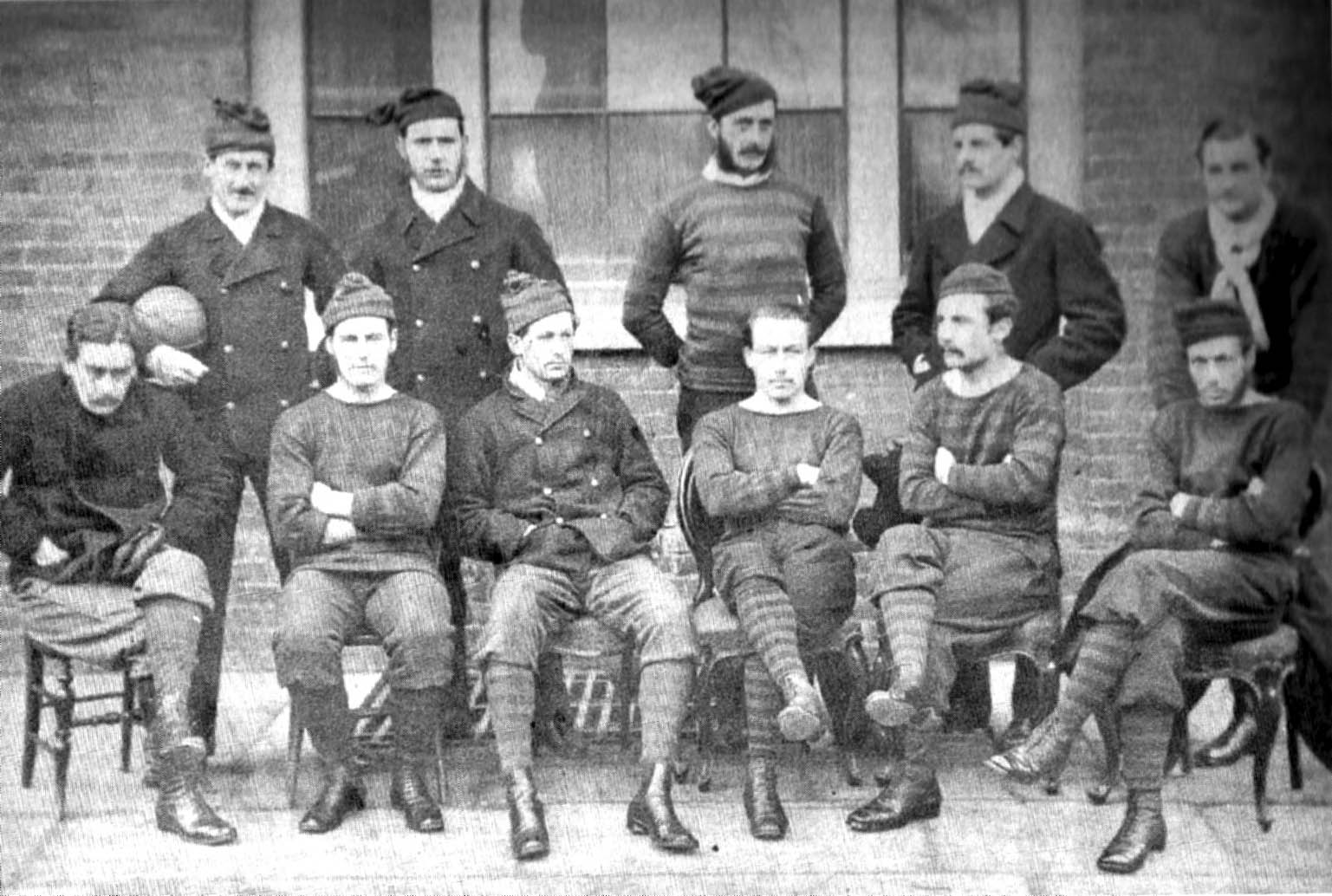
El equipo de Royal Engineers en 1872.

Wanderers y Royal Engineers se encontraban entre los quince equipos que participaron en la temporada inaugural de la FA Cup, y a ambos se le asignaron partidos como local en la primera ronda. Wanderers fue emparejado con Harrow Chequers, un equipo formado por antiguos alumnos de Harrow School, y Engineers con Reigate Priory. Sin embargo, ninguno de los dos partidos se llevó a cabo, ya que en ambos casos el equipo visitante se retiró de la competición, por lo que los dos equipos locales clasificaron a la siguiente ronda. En la segunda ronda ambos equipos jugaron partidos fuera de casa y salieron victoriosos. Wanderers derrotó a Clapham Rovers por 1-0 en diciembre y los Engineers derrotaron a Hitchin por 5-0 el mes siguiente.
En la etapa de cuartos de final, Wanderers empató 0-0 con Crystal Palace —un antiguo club amateur que no se cree que esté vinculado con el actual club profesional del mismo nombre—. Sin embargo, en lugar de tener que volver a jugar un partido de desempate, a ambos equipos se les permitió pasar a las semifinales según una de las reglas originales de la competición, que establecía que, en caso de empate, los equipos serían obligados a jugar de nuevo o ambos avanzarían a la siguiente ronda, a discreción del comité organizador. También en cuartos de final, Engineers venció a Hampstead Heathens por 2-0. En las semifinales Wanderers se enfrentó al dominante club escocés Queen's Park que, debido a una combinación de retiros de sus oponentes y una ronda en la cual el equipo quedó libre, había alcanzado esta etapa del torneo sin disputar ningún encuentro. Las reglas de la competición establecían que todos los partidos desde la fase de semifinales en adelante se llevarían a cabo en el Kennington Oval de Londres y, después de empatar 0-0, el club escocés no pudo permitirse el lujo de hacer el largo viaje desde Glasgow por segunda vez para un partido de desempate y se retiró de la competencia, por lo que Wanderers pasó a la final. Engineers también empató 0-0 su semifinal en el Oval, pero luego venció al Crystal Palace por 3-0 en el partido de desempate.

## Partido

### Resumen

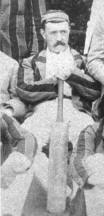
Morton Betts anotó el único gol del encuentro.

Como era común en ese momento, ambos equipos se enfocaron principalmente en el ataque más que en la defensa, y los Engineers alinearon siete delanteros y Wanderers ocho. El delantero de Wanderers Morton Betts jugó bajo el seudónimo de «A. H. Chequer», derivado de su pertenencia al club Harrow Chequers. Algunas fuentes afirman que jugó bajo un nombre falso para ocultar el hecho de que no podía actuar por Wanderers, debido a que estaba inscrito en Harrow Chequers al inicio de la competencia y, por lo tanto, no podía jugar en otro club durante esa temporada de la copa. Sin embargo, es poco probable que esto sea cierto, ya que en la era temprana del fútbol amateur no se requería que los jugadores estuvieran registrados formalmente en los clubes. Cuthbert Ottaway, futuro capitán de la selección de Inglaterra, jugó para dos clubes diferentes en rondas consecutivas de la FA Cup 1871-72 sin dificultades.
El capitán de Wanderers, C. W. Alcock, ganó el sorteo y eligió defender el extremo de Harleyford Road del campo de juego, lo que significó que a los jugadores de Engineers, considerados los favoritos al comienzo del juego, les llegaba el sol y el viento en la cara de forma inicial. Al principio del juego Edmund Creswell, de Royal Engineers, sufrió una fractura de clavícula en un combate cuerpo a cuerpo. Se negó a abandonar el terreno de juego, pero debido a su lesión se vio obligado a pasar el resto del partido en la banda. Las tácticas de Wanderers se centraban en las habilidades de regate de los jugadores individuales, mientras que Royal Engineers favorecían el pase del balón, un estilo entonces conocido como el «juego combinativo» y considerado innovador, del cual eran exponentes destacados.
Wanderers se adelantó en el marcador a los 15 minutos cuando Betts anotó tras un largo regate de Walpole Vidal. Según las reglas de ese momento, los equipos cambiaban de lado después de cada gol, pero Engineers no pudo aprovechar el hecho de que el sol y el viento ahora estaban detrás de ellos, y los jugadores de los Wanderers continuaron dominando el partido. A los 20 minutos Alcock pasó el balón por encima del portero de Engineers, William Merriman, pero el gol fue anulado debido a que Charles Wollaston había tocado el balón con sus manos. Wanderers continuó ejerciendo más presión sobre la portería de Engineers, pero solo la habilidad de Merriman pudo evitar que aumentaran su ventaja. Más tarde, un periódico describió su actuación como «perfecta». A pesar de una recuperación tardía de Engineers, Wanderers pudo mantener su ventaja y el partido terminó con el marcador en 1-0.
El periódico The Field calificó la final como «el partido más rápido y duro que se haya visto jamás en The Oval» y dijo que Wanderers mostró «algunas de las mejores jugadas, individual y colectivamente, que se hayan mostrado en un juego de asociación».

### Detalles
| 16 de marzo de 1872, 15:04 | Wanderers | 1-0 | Royal Engineers | Kennington Oval, Londres                                            |                                                                     |
|                            | 15' Betts |     |                 | Asistencia: 2000 espectadores Árbitro(s): Alfred Stair (Upton Park) | Asistencia: 2000 espectadores Árbitro(s): Alfred Stair (Upton Park) |

| Wanderers | Royal Engineers |

|     |                          |  |  |
|     |                          |  |  |
| POR | Reginald Courtenay Welch |  |  |
| DEF | Edgar Lubbock            |  |  |
| MED | Albert Thompson          |  |  |
| DEL | C. W. Alcock             |  |  |
| DEL | Edward Bowen             |  |  |
| DEL | Alexander Bonsor         |  |  |
| DEL | Morton Betts             |  |  |
| DEL | William Crake            |  |  |
| DEL | Thomas Hooman            |  |  |
| DEL | Walpole Vidal            |  |  |
| DEL | Charles Wollaston        |  |  |

|     |                           |  |  |
|     |                           |  |  |
| POR | Cap. William Merriman     |  |  |
| DEF | Cap. Francis Marindin     |  |  |
| DEF | Tte. George Addison       |  |  |
| MED | Tte. Alfred Goodwyn       |  |  |
| DEL | Tte. Hugh Mitchell        |  |  |
| DEL | Tte. Edmund Creswell      |  |  |
| DEL | Tte. Henry Renny-Tailyour |  |  |
| DEL | Tte. Henry Rich           |  |  |
| DEL | Tte. Herbert Muirhead     |  |  |
| DEL | Tte. Edmond Cotter        |  |  |
| DEL | Tte. Adam Bogle           |  |  |

## Sucesos tras el partido
La copa fue entregada por el presidente de la Asociación Inglesa de Fútbol, Ebenezer Cobb Morley, en la cena anual de Wanderers, en el restaurante Pall Mall de Charing Cross, el 11 de abril. La Asociación de Fútbol también le dio a cada jugador del equipo ganador una insignia de seda que conmemoraba la victoria, y el directorio de Wanderers le entregó a cada jugador una medalla de oro inscrita. Como poseedores de la copa, Wanderers recibió un pase directo a la final de la FA Cup del año siguiente, de acuerdo con el concepto original de que el torneo era una «copa de desafío». Esta fue la única vez que se utilizó esta regla.
En 1938 The Times publicó un obituario de Thomas Hooman y afirmó que había marcado el gol de la victoria en la final de la copa de 1872, citando una entrevista que el jugador dio poco antes de su muerte. Esta afirmación no está respaldada por los informes de periódicos contemporáneos, todos los cuales enumeran a Betts como el goleador y, como otros aspectos citados de las reminiscencias de Hooman sobre el partido eran incorrectos, parece que en su vejez estaba confundiendo la final de 1872 con otro partido en el que jugó.
En 2010 la única medalla superviviente conocida de la final se ofreció a la venta en una subasta en Londres. Había sido comprada por un joyero como parte de una liquidación en la década de 1950 y esperaba que se vendiera por hasta 50 000 libras, pero finalmente fue comprada por la Asociación de Futbolistas Profesionales por 70 500 libras. El 7 de noviembre de 2012 el equipo refundado de Wanderers y Royal Engineers volvieron a jugar el partido en el lugar original, The Oval.